# Laura Frigo
Laura Frigo (ur. 26 października 1990 w Saronno) – włoska siatkarka, grająca na pozycji środkowej. Od sezonu 2019/2020 występuje w drużynie Bosca San Bernardo Cuneo.

## Sukcesy reprezentacyjne
Mistrzostwa Europy Kadetek:
- 2007

Mistrzostwa Europy Juniorek:
- 2008

## Sukcesy klubowe
Puchar Challenge:
- 2013

Puchar Włoch:
- 2013, 2016

Mistrzostwo Włoch:
- 2013

Mistrzostwo Czech:
- 2017